# Leerling van de kraai
Leerling van de kraai is een fantasyroman uit 2004 van de Amerikaanse kinderboekenschrijfster Nancy Farmer. De oorspronkelijke Engelse titel luidt The Sea of Trolls. In Amerika is de trilogie - ook The Sea Of Trolls Trilogy genaamd - helemaal verschenen, met als tweede deel The Land of the Silver Apples, en deel drie: The Islands of the Blessed. Deze twee delen zijn niet vertaald.

## Inhoud
De hoofdpersoon van de roman is Jack, een redelijk normale jongen uit het (fictieve) Engeland in de 8e eeuw. Hij leeft met zijn zusje Lucy, moeder en manke vader in een rustig dorpje. Zijn vader waardeert hem niet, zijn moeder is meer dan ze laat zien en zijn zusje gelooft heilig in de sprookjes die haar vader haar over haar geboorte, of eigenlijk vondst, vertelt. 
Jack krijgt op een bepaald moment de taak naar de bard te gaan, wiens verleden dan nog in schimmen gehuld is. Tot groot genoegen van Jack wil de bard hem als zijn leerling, wat zou betekenen dat Jack ook bard kan worden en bepaalde mogelijkheden kan verkrijgen. Zijn moeder is wel voor, maar zijn vader niet. Hij vindt dat zoiets niet hoort, hekserij, daarvoor ga je naar de hel. Het komt toch zover dat Jack bij de bard in gaat wonen en van hem van alles leert waarvan niemand uit zijn dorp, en weinig daarbuiten, het genoegen hebben het te ontdekken. Maar of dat wel echt een genoegen is? Er komen Noormannen aan via zee, en Jack en de bard doen alles om ze op een verkeerd spoor te zetten maar het is moeilijk en na een paar dagen komt er iets door de nacht, waardoor de bard niet meer kan helpen, eigenlijk niets meer kan. Jack staat er alleen voor en uiteindelijk bereiken de Noormannen de kust. 
Hij brengt de bard onder bij zijn ouders en probeert de Noormannen te laten verdwalen, maar het baat niet. Lucy haalt hem uit zijn concentratie en de Noormannen horen ze. Omdat Lucy zo klein is is zij niet moeilijk mee te nemen. Maar als Jack tevoorschijn komt uit de mist om zijn zusje te helpen, wordt hij neergeslagen en ook meegenomen. Zo worden ze van hun dorp gescheiden en weggevoerd als slaven. Met deze twee slaven erbij zijn er wel genoeg slaven aan boord dus gaan de Noormannen niet verder het land op. Als Jack op het punt staat te worden verkocht komt Olaf, de leider van de groep Noormannen, erachter dat Jack een bard is.
Hij en Lucy worden daarna meegenomen naar het noorden, waar de Noormannen vandaan kwamen. Daar wil Thorgil, degene die Lucy gevangengenomen had, Lucy aan Frith geven, de vrouw van Ivar de Beenderloze. Daarmee hoopt ze een berserker te mogen worden. Dat gebeurt niet en als Olaf begint op te scheppen over het feit dat hij een bard heeft, wordt alles nog moeilijker. Als Jack wordt gedwongen een lofdicht over Frith te zingen, gaat er iets fout. 
Als Frith haar mooie haren verliest dreigen ze Lucy aan godin Freya te offeren als ze haar haar niet terug krijgt. Dan begint voor Jack, Thorgil en Olaf een gevaarlijke reis door Jotunheim om Mimirs bron te vinden en dus ook het middel om Frith haar haar terug te geven. Olaf sterft onderweg, en Thorgil breekt haar enkel. Jack krijgt het moeilijk want hij mag alleen uit Mimirs bron drinken door iets wat voor hem erg geliefd is op te geven. Door omstandigheden gebeurt dat, waarmee Thorgil ook gelijk dat wat ze het liefste wilde verloor. Ze drinken beiden uit de bron en nemen een beetje water mee voor Rune, een oude bard wiens keel deels is doorgesneden waarna hij geen goede stem meer had. Ze komen op tijd terug en zo zou Lucy gered moeten zijn, maar dat is ze niet. Ze is sterk vermagerd en lijkt haar ziel te zijn verloren. Ze praat of beweegt niet. Door het water van mimirs bron heeft Jack de kennis om Frith te helpen. Hij zegt haar een derde van het haar van Freya's katten te knippen en dat te gebruiken in het maanlicht waarna het mooie haar van de katten haar zal toebehoren. Frith neemt geen risico en knipt al het haar van de katten. Bij het ritueel gaat het daardoor mis. Het haar komt niet alleen op haar hoofd maar overal. De nu kale katten zijn woest. En deze katten waren veel groter dan normaal, en jagen Frith het meer van Freya in. De katten overleven het wel, maar Frith niet en zo wordt Frith dus aan Freya geofferd. Een de priesteressen van Freya wil de katten naar de kant halen, maar niemand bekommerde zich om Frith te redden toen zij in het moeras terechtkwam.
Lucy wordt weer beter dankzij Jack, en Jack en Lucy mogen weer terugkeren naar huis. Daar aangekomen blijkt Jack nog een beetje water uit de bron te hebben en daarmee helpt hij de bard er weer bovenop die hem in de vorm van een kraai het hele avontuur heeft bijgestaan. De Noormannen gaan terug naar huis, maar zullen niet ophouden dorpen te plunderen, omdat dat de enige manier van overleven voor hen is. Het verhaal stopt daar, maar is toch nog niet geëindigd.